# Keitai
Keitai (japonsky 継体天皇, Keitai-tennó) byl v pořadí 26. legendárním japonským císařem podle tradičního pořadí posloupnosti. Předpokládá se, že zemi vládl v první polovině 6. století.

## Rozdíly v záznamech
Záznamy o jeho životě jsou matoucí, protože existují rozdíly mezi kronikami Kodžiki a Nihonšoki. Kodžiki uvádí, že se narodil v roce 485 a zemřel 9. dubna 527. Na druhé straně Nihonšoki zaznamenává jeho narození v roce 450 a jeho smrt 7. února, 531 nebo 534. Neexistují však dokumenty, které by potvrdily správnost některého z těchto údajů.

## Život a genealogie
Říká se, že Keitai nebyl synem předchozího císaře, ale pra-pra-pra-pravnukem 15. císaře Ódžina. Podle dokumentů usedll na Chryzantémový trůn, protože císař Burecu zemřel mladý a bez potomků. Podle Kodžiki a Nihonšoki byl jeho otcem Hikonuši no Ókimi a jeho matkou Furihime. Narodil se v provincii Ečizen. Když císař Burecu zemřel, vojevůdce a státník Ótomo no Kanamura jej, ve věku 58 let, doporučil jako možného následníka trůnu. Jeho matka totiž byla potomkem císaře Suinina v sedmé generaci po jeho synovi princi Iwacukuwakeovi a jeho otec potomkem císaře Ódžina ve čtvrté generaci po jeho synovi princi Wakanuke no Futamatovi.
Císař Keitai vyhlásil svůj nástup v Kusubě v severní části provincie Kawači (dnešní Šidžónawate v prefektuře Ósaka) a oženil se s mladší sestrou císaře Burecua, princeznou Taširakou. Mezi lety 527 a 528 došlo v provincii Cukuši na Kjúšú ke vzpouře vedené místním vládcem Iwaiem. Císař Keitai jmenoval novým šógunem Mononobeho no Arakabiho a vyslal ho na Kjúšú, aby povstání potlačil. Jeho synové, Ankan, Senka a Kinmei na trůn nastoupili relativně normálně.